# MGP (Finland)
MGP (Melodi Grand Prix) var en finländsk musiktävling för barn i åldern 8–15 år. Tävlingen arrangerades varje år mellan 2007 och 2021 av Yle (Yle Fem) och FSU (Finlands svenska ungdomsförbund). Programmet hade över 60 000 tittare varje år och var ett av Svenska Yles populäraste barn- och ungdomsprogram.

## Formatera
Deltagarna krävdes att vara mellan 8 och 15 år vid tidpunkten för tävlingen, och de tävlande sångerna var självskrivna. Bidrag på svenska, finska och samiska var tillåtna. Under hela tävlingens historia varierade den maximala längden för de konkurrerande låtarna. Till exempel var de flesta låtarna ungefär 2,45 minuter..

### Röstningssystem
De första åren fick tittarna bestämma helt själva vem de ville skulle vinna genom telefonröstning. År 2010 ändrades reglerna så att en jury bestämmer 50 % av rösterna. Orsaken till att man ändrade reglerna var att förhindra kompisröstande.

## Historia
2007–2009 fungerade tävlingen som uttagning av Finlands bidrag till MGP Nordic. Till MGP Nordic skickades två bidrag, uttagningens etta och tvåa. När MGP Nordic lades ned efter 2009 års upplaga så fortsatte tävlingen, men utan att skicka vidare vinnarna till någon annan tävling. 2015 valde Svenska Yle också att satsa på dansarna i MGP. Intresserade dansare fick också söka in till tävlingen för att få dansa till exempel som bakgrundsdansare i ett nummer. 2016 firade MGP Finland 10 år.

## Annullering
I augusti 2021 meddelade YLE att den femtonde upplagan av MGP skulle bli den sista.

## Programledare och Jury
| År   | Programledare                                                | Jury                                                                         |
| ---- | ------------------------------------------------------------ | ---------------------------------------------------------------------------- |
| 2007 | Thomas Lundin & Eva Kela                                     | Ingen jury                                                                   |
| 2008 | Thomas Lundin & Eva Kela                                     | Ingen jury                                                                   |
| 2009 | Hencka (Henric) Öhman & Eva Kela                             | Ingen jury                                                                   |
| 2010 | Hencka (Henric) Öhman & Eva Kela                             | Berättades inte                                                              |
| 2011 | Hencka (Henric) Öhman & Eva Kela                             | Berättades inte                                                              |
| 2012 | Jonathan Granbacka & Eva Kela                                | Pernilla Karlsson, Krista Siegfrids och Johan Lindroos                       |
| 2013 | Jonathan Granbacka & Anna-Karin Siegfrids                    | Krista Siegfrids, Frida Lindholm och Krille                                  |
| 2014 | Jonathan Granbacka & Anna-Karin Siegfrids                    | Kristian ”Krippe” Westerling, Clarissa & metallväktaren samt Lasse Grönroos. |
| 2015 | Jonathan Granbacka & Anna-Karin Siegfrids                    | Pernilla Karlsson, Paul och Ronya                                            |
| 2016 | Jonathan Granbacka & Anna-Karin Siegfrids                    | Benjamin Peltonen, Eva Kela och Ella Sanoo                                   |
| 2017 | Jonathan Granbacka & Anna-Karin Siegfrids & Antonia Holmberg | Krista Siegfrids, Jakob Norrgård, Miira Holländer                            |
| 2018 | Jonathan Granbacka & Anna-Karin Siegfrids                    | Jannika B, Märta, Kasper                                                     |
| 2019 | Jonathan Granbacka & Märta Westerlund                        | Jennifer Erica, Tika Sevón-Liljengren, Joel Edström                          |

## Vinnare
| År   | Datum             | Artist         | Fullständiga namn                                                   | Låt                  | Översättning | Språk   |
| ---- | ----------------- | -------------- | ------------------------------------------------------------------- | -------------------- | ------------ | ------- |
| 2007 | 2 november 2007   | Sister Twister | Elin Blom                                                           | Fröken perfekt       | –            | svenska |
| 2008 | 31 oktober 2008   | Footboys       | Anton Wikström och Ivar Arvidsson                                   | Fotboll              | –            | svenska |
| 2009 | 9 oktober 2009    | Amanda         | Amanda Sjöholm                                                      | Jag vill leva        | –            | svenska |
| 2010 | 8 oktober 2010    | Izabella       | Izabella Fant                                                       | Ett dunkande hjärta  | –            | svenska |
| 2011 | 7 oktober 2011    | Petter         | Petter Sandås                                                       | En framtid           | –            | svenska |
| 2012 | 5 oktober 2012    | Linnéa         | Linnéa Sandsten                                                     | Ängeln               | Angel        | svenska |
| 2013 | 5 oktober 2013    | Ella-Fina      | Ella Svarvar och Josefin Asplund                                    | En stjärna           | –            | svenska |
| 2014 | 4 oktober 2014    | Axel           | Axel Björkholm                                                      | Ta min hand          | –            | svenska |
| 2015 | 3 oktober 2015    | Jacob          | Jacob Sundström                                                     | Min dröm             | –            | svenska |
| 2016 | 8 oktober 2016    | Aina           | Aina Andersson                                                      | Hem med mopeden      | –            | svenska |
| 2017 | 23 september 2017 | Hugo           | Hugo Käld                                                           | Var dig själv        | –            | svenska |
| 2018 | 6 oktober 2018    | Moski & Zingo  | Moa Wulff och Signe Rönnlund                                        | Dansa                | –            | svenska |
| 2019 | 5 oktober 2019    | Valter & Asta  | Valter Klockars och Asta Sharma                                     | Jag klarar mig själv | –            | svenska |
| 2020 | 10 oktober 2020   | Mirella        | Mirella Roininen                                                    | Landet ingenstans    | –            | svenska |
| 2021 | 9 oktober 2021    | Lynx           | Viggo Sundqvist, Kaius Österman, Samuel Alanen, och Frank Sundqvist | Vill du också le     | –            | svenska |

## Tittarsiffror
Tittarsiffrorna är tagna från Finnpanel.fi
| År   | Programmets räckvidd | Rating på samma dag |
| ---- | -------------------- | ------------------- |
| 2017 | 66,000               | 33,000              |
| 2018 |                      |                     |
| 2019 |                      |                     |
| 2020 |                      |                     |